# Paraíso (película de 2016)
Paraíso (en ruso: Рай; Ray) es una película de drama bélico rusa de 2016 producida y dirigida por Andrei Konchalovsky. Fue seleccionada para competir por el León de Oro en la 73.ª edición del Festival Internacional de Cine de Venecia. En Venecia, Konchalovsky ganó el León de Plata al Mejor Director. Fue seleccionada como la entrada rusa a la Mejor Película en Lengua Extranjera en la 89.ª edición de los Premios Óscar. En diciembre de 2016, llegó a la preselección de nueve películas para ser consideradas para una nominación en los 89.ª edición de los Premios Óscar, pero no fue nominada.

## Argumento
La película se basa en los destinos entrelazados de tres personajes principales durante la Segunda Guerra Mundial: la aristocrática emigrante rusa y miembro de la Resistencia francesa Olga (Yuliya Vysotskaya), el colaborador francés Jules (Philippe Duquesne) y el oficial de alto rango de los SS Helmut (Christian Clauss).
Olga es arrestada por ocultar a niños judíos de las redadas nazis. Jules supervisa su caso. Él se interesa por ella y parece que a cambio de relaciones sexuales está dispuesto a suavizar el destino de la prisionera, pero esto no sucede. Una quimérica esperanza de libertad es reemplazada por una cruel realidad: Olga aterriza en un campo de concentración alemán. Allí conoce a Helmut, quien en el pasado estuvo perdidamente enamorado de ella. Extrañas y dolorosas relaciones comienzan entre ellos.
Los nazis ya están cerca de la derrota y Helmut decide salvar a Olga del campamento y huir con ella a Sudamérica. Olga, habiendo perdido la esperanza de libertad, acepta, pero en el último momento se da cuenta de que su idea del paraíso ha cambiado.

## Reparto
- Yulia Vysotskaya como Olga
- Christian Claus como Helmut
- Philippe Duquesne como Jules
- Peter Kurth como Krause
- Jakob Diehl como Vogel
- Viktor Sukhorukov como Heinrich Himmler
- Vera Voronkova como Rosa

## Recepción

### Respuesta crítica
Paradise tiene un índice de aprobación del 70% en el sitio web del agregador de reseñas Rotten Tomatoes, basado en 23 reseñas, y una calificación promedio de 7.50/10. El consenso crítico del sitio web afirma: "Paraíso golpea fuerte y perdura, aunque los espectadores que han visto una serie de otros dramas ambientados en el Holocausto pueden encontrarlo un poco familiar". También tiene una puntuación de 52 sobre 100 en Metacritic, basada en 7 críticos, lo que indica "críticas mixtas o promedio".

### Reconocimientos
| Premios                                         | Premios                  | Premios                                      | Premios                               | Premios   |
| Premio                                          | Fecha de la ceremonia    | Categoría                                    | Destinatarios y nominados             | Resultado |
| ----------------------------------------------- | ------------------------ | -------------------------------------------- | ------------------------------------- | --------- |
| Premios Águila Dorada 2016                      | 2016                     | Mejor película, Mejor director y Mejor actor | Andrei Konchalovsky, Julia Vysotskaya | Ganadores |
| Festival de Cine de Venecia                     | 10 de septiembre de 2016 | León de plata a la mejor dirección           | Andrei Konchalovsky                   | Ganador   |
| Festival de Cine de Venecia                     | 10 de septiembre de 2016 | León de Oro                                  | Andrei Konchalovsky                   | Nominado  |
| Festival Internacional de Cine de Mar del Plata | 27 de noviembre de 2016  | Astor de oro                                 | Andrei Konchalovsky                   | Nominado  |
| Festival Internacional de Cine de Mar del Plata | 27 de noviembre de 2016  | Mejor guion                                  | Andrei Konchalovsky & Elena Kiseleva  | Ganadores |
| Premios Nika 2017                               | 28 de marzo de 2017      | Mejor película, Mejor director y Mejor actor | Andrei Konchalovsky, Julia Vysotskaya | Ganadores |
| Festival de Cine de Múnich 2017                 | 2017                     | Premio especial y Mejor actor                | Andrei Konchalovsky, Julia Vysotskaya | Ganadores |
| Festival Internacional de Cine de Chicago 2016  | 2016                     | Premio del Fundador                          | Andrei Konchalovsky                   | Ganador   |
| Festival Internacional de Cine de Chicago 2016  | 2016                     | Hugo de oro                                  | Andrei Konchalovsky                   | Nominado  |
| Premios Satélite 2016                           | 2016                     | Mejor película en lengua extranjera          | Andrei Konchalovsky                   | Nominado  |